# 아이치현 제6구
아이치현 제6구(愛知県 第6区)는 일본의 중의원 선거구이다. 1994년 공직선거법으로 신설되었다.

## 지역
- 가스가이시
- 세토시
- 이누야마시
- 고마키시